# Міст східного пляжу
Міст східного пляжу — це пішохідний міст, який перетинає річку Лоссі і з'єднує Лоссімут з східним пляжем. Поточний міст був відкритий у 2022 році і замінив стару конструкцію.

## Історія
У липні 2019 року міст був закритий після проведеного огляду через заяви громадян про його нахил в один бік. Міська влада вважала, що погіршення стану конструкції пов'язане з великою кількістю людей, які користувалися мостом. Закриття мосту призвело до того, що до пляжу довелось об'їжджати три милі автостоянкою Лоссімутського лісу та міст Артура. .
У вересні 2019 року було оголошено, що уряд Шотландії фінансуватиме будівництво нового мосту. У серпні 2021 було отримано дозвіл на планування.Новий міст відкрився у травні 2022 року. Старий міст було демонтовано у червні 2022 року.

## Дизайн
Новий міст був розроблений та збудований компанією «Beaver Bridges» з Глазго і коштував £1.8 мільйона. Будівництво моста фінансуалося урядом Шотландії, але витрати на подальший ремонт покриває міська рада. Міст має приблизно 75 метрів у довжину.